# Kristine Anigwe
Kristine Chioma Anigwe (ur. 31 marca 1997 Londynie) – amerykańska koszykarka, nigeryjskiego pochodzenia, urodzona w Wielkiej Brytanii, występująca na pozycjach silnej skrzydłowej lub środkowej, obecnie zawodniczka Chicago Sky.
6 sierpnia 2019 trafiła w wyniku wymiany do Dallas Wings. W lutym 2023 dołączyła do Chicago Sky.

## Osiągnięcia
Stan na 4 czerwca 2023, na podstawie, o ile nie zaznaczono inaczej.

### NCAA
- Uczestniczka rozgrywek turnieju NCAA (2017–2019)
- Najlepsza:
  - defensywna zawodniczka NCAA (2019)
  - pierwszoroczna zawodniczka:
    - NCAA (2016 według USBWA, CollegeSportsMadness.com)
    - konferencji Pac-12 (2016)
- Zaliczona do:
  - I składu:
    - Pac-12 (2016–2018)
    - defensywnego Pac-12 (2017)
    - najlepszych pierwszorocznych zawodniczek:
      - NCAA (2016)
      - Pac-12 (2016)

    - WBCA All-Region (2016–2018)
    - turnieju Pac-12 (2016, 2017)

  - składu honorable mention:
    - defensywnego Pac-12 (2016, 2018)
    - Pac-12 All-Academic (2017, 2018)
    - All-American (2016 przez WBCA, 2017 przez WBCA, Associated Press, 2018 przez WBCA)
- Liderka NCAA w zbiórkach (2019)

### Drużynowe
- Wicemistrzyni Turcji (2022)[5]
- Zdobywczyni Pucharu Turcji (2022)[5]

### Indywidualne
(* – nagrody i wyróżnienia przyznane przez portal eurobasket.com)
- Zaliczona do składu honorable mention ligi włoskiej (2023)*[6]

### Reprezentacja
- Mistrzyni świata:
  - U–17 (2014)
  - U–19 (2015)